# 치체스터 시편
《치체스터 시편》(Chichester Psalms)은 레너드 번스타인이 작곡한 장편 합창곡이다. 1965년에 초연되었다.

## 작곡
이 곡은 치체스터 성당에서 열리는 1965년 Southern Cathedrals 축제를 위해 성당의 오르가니스트 John Birch과 지구장 Walter Hussey가 의뢰한 곡이다. 그러나 세계 초연은 1965년 7월 15일에 뉴욕의 Philharmonic Hall에서 작곡가가 직접 지휘하였으며, 이후에 7월 31일에 치체스터 축제에서 John Birch가 지휘하였다. 몇 부분은 원래는 유태계 미국인 갱과 관련되었던 웨스트 사이드 스토리의 초기 스케치를 다시 이용하였다.
치체스터 시편은 그의 교향곡 3번 '카디시' 이후 첫 작품이다. 이 두 작품은 그의 가장 명백한 두 유태계 작품이다. 두 작품의 가사가 히브리어로 되어있으나, 카티시 교향곡은 절망에 빠지는 순간을 다루는 반면 치체스터 시편은 긍정적이고 종종 정적이다.

## 편성
- 성악: 보이 소프라노, 4부 독창, 합창
- 관현악: 트럼펫(내림 나)3, 트롬본3, 팀파니, 타악기 연주자 5명, 하프2, 현악기

## 특징
번스타인은 카운터테너 파트를 실제 카운터테너 또는 보이 소프라노가 불러도 되지만 여성이 불러서는 안 된다고 명확하게 서술하였다. 이는 히브리어 성경의 시편 23편 (다윗의 시)이 소년 다윗왕이 직접 부른 것처럼 들리도록 암시한다는 면에서, 노래의 예식적인 의미를 강조하는 것으로 볼 수 있다. 시는 원래 히브리어로 쓰여져 있던 시편을 번스타인이 변집한 것이다. 1부는 시편 100편과 108편, 2부는 2편과 23편, 3부는 131편과 133편을 이용하였다.
다른 많은 번스타인의 작품처럼, 치체스터 시편에서도 하프가 중요한 구실을 한다. 전체 오케스트라판과 축소판 모두 2개의 복잡하고 얽힌 하프 악보를 포함한다. 번스타인은 하프 악보를 오케스트라 반주와 합창 부분을 작곡하기전에 마쳤다는 점에서, 하피스트는 음악을 완성하는 데 매우 중요한 역할을 한다. 리허설에서 번스타인이 나머지 오케스트라에게 하프의 역할을 강조하기 전에 하피스트에게 곡을 연주해달라고 한 것으로 유명하다.
시편들과 특히 1악장은 음악적인 어려움 때문에 연주가들에게 널리 알려져 있다. 1악장의 시작 부분은 넑은 범위와 복잡한 리듬, 계속 유지되는 특이하고 유지하기 어려운 베이스와 테너 사이의 장7도 차이 때문에 보통 쓰여진 작품 가운데 합창 테너들에게 가장 어려운 부분으로 여겨진다. 7도 차이는 이의 수비학(numerology)적인 중요성 때문에 유대계 기독교(judeochristian)에서 중요한 역할을 한다. 또한 1악장은 7/4박자, 세 번째 악장은 10/4(반세로줄로 나뉜 5/4)로 쓰여 있다.
유명한 녹음으로는 Richard Hickox의 1986년 녹음이 있다. 번스타인의 상의 하에 카운터테너 파트는 Aled Jones, 즉 treble에 의해 불렸다.
곡이 매우 어렵지만 매우 음악적인 성공회 성당에서 저녁기도의 앤섬으로 종종 불린다. 그러므로 2악장의 솔로는 매우 자주 여성이 부르게 된다.

## 곡의 구성
가사 번역은 성경의 저작권 문제로 싣지 않는다.

### 도입부
시편 108편 2절
| Urah, hanevel, v'chinor! A-irah shaḥar |

도입부는 1악장이라고 표시된 악보에 함께 있다. 깨어 일어나라는 가사를 표현하기 위해 매 화성에 불협 7도를 넣는 가사 그리기 기법을 이용하였다.

### 1곡
시편 100편
| Hariu l'Adonai kol haarets. Iv'du et Adonai b'simḥa Bo-u l'fanav bir'nanah. D'u ki Adonai Hu Elohim. Hu asanu v'lo anaḥnu. Amo v'tson mar'ito. Bo-u sh'arav b'todah, Ḥatseirotav bit'hilah, Hodu lo, bar'chu sh'mo. Ki tov Adonai, l'olam ḥas'do, V'ad dor vador emunato. |

1악장은 축제 분위기의 흥겨운 4분의 7박자이다. 이는 시편의 첫 번째 절의 외침을 반영한다. 이의 마지막 단어인 "Ki tov Adonai"는 도입부의 주 주제에 나타난 7도 음정을 상기시킨다.

### 2곡
| "다비드"와 소프라노 파트 (시편 23편) Adonai ro-i, lo eḥsar. Bin'ot deshe yarbitseini, Al mei m'nuḥot y'nahaleini, Naf'shi y'shovev, Yan'ḥeini b'ma'aglei tsedek, L'ma'an sh'mo. (sopranos) Gam ki eilech B'gei tsalmavet, Lo ira ra, Ki Atah imadi. Shiv't'cha umishan'techa Hemah y'naḥamuni. (테너 파트와 베이스 파트(시편 2편, 1절-4절)) Lamah rag'shu goyim Ul'umim yeh'gu rik? Yit'yats'vu malchei erets, V'roznim nos'du yaḥad Al Adonai v'al m'shiḥo. N'natkah et mos'roteimo, V'nashlichah mimenu avoteimo. Yoshev bashamayim Yis'ḥak, Adonai Yil'ag lamo! (소프라노 파트 (시편 23편)) Ta'aroch l'fanai shulchan Neged tsor'rai Dishanta vashemen roshi Cosi r'vayaḥ. "다비드" Ach tov vaḥesed Yird'funi kol y'mei ḥayai V'shav'ti b'veit Adonai L'orech yamim. |

2악장은 전통적인 4분의 3박자로 다비드의 시로 시작한다. 이 조용한 선율은 boy treble (또는 카운터테너)가 부르고 합창단의 소프라노 파트가 다시 반복한다. 이 선율은 오케스트라와 시편 2편을 부르는 합창단의 남성 파트의 낮은 우르릉거리는 (또다른 가사 그리기 기법)에 의해 갑자기 중단된다. (시편 2편은 헨델의 메시아에서도 인용되었다) 이 소리들은 점차 소프라노 소리에 의해 제압된다 - vocal 악보의 102마디에는 소프라노에게 "기쁨에 넘치며 위협을 모르게"라는 기묘한 지시가 소프라노에게 적혀있다. 그리고 다비드는 평온하게 시편 23편의 두 번째 부분을 다시 선언한다. 그러나 가장 마지막 부분에서는 앞서 훼방놓은 부분을 연상시키는 오케스트라의 반주가 다시 반복된다. 이는 충돌과 신념과 끊임없이 싸우는 인류를 상징하고 있다.
흥미롭게도, boy treble의 주제는 번스타인이 완성하지 못한 뮤지컬 'The Skin of Our Teeth'에서 가져온 것이다. 남성 파트의 주제는 웨스트 사이드 스토리의 일부분에서 가져왔다.

### 3곡
시편 131편
| Adonai, Adonai, Lo gavah libi, V'lo ramu einai, V'lo hilachti Big'dolot uv'niflaot Mimeni. Im lo shiviti V'domam'ti, Naf'shi k'gamul alei imo, Kagamul alai naf'shi. Yahel Yis'rael el Adonai Me'atah v'ad olam. |

3악장은 치열하게 충돌하는 기악 전주로 시작하며, 이는 도입부의 화성과 선율을 재현한 것이다. 그리고 갑자기 부드러운 합창으로 이어진다. 합창은 흐르는 4분의 10박자이며 (1+ 2++, 3+ 4++) 이는 산들바람에 흔들리는 사막의 야자수를 떠올리게한다.

### 피날레부
시편 133편 1절
| Hineh mah tov, Umah na'im, Shevet aḥim Gam yaḥad |

피날레부는 3곡에서 바로 이어진다. 도입부의 주-주제가 다시 나타나지만 pianississimo로 매우 늘려 부르는 점이 다르다. 독특하고 아름다운 화성이 마지막으로 가사의 마지막 음절의 하나의 음으로 진행한다. 이는 가사 그리기의 또 다른 예로, 마지막 히브리어 단어, Yaḥad가 '함께', 더 정확히는 '하나로서'를 뜻하기 때문이다. 합창단이 같은 음으로 amen을 부르는 동안, 약음기를 단 트럼펫이 도입 주제를 마지막으로 연주하고, 오케스트라와 함께 피카디 3도를 희미하게 암시하는 G로 끝난다.